# 劳德
劳德（英语：Lauder；苏格兰盖尔语：Labhdar），是英国苏格兰苏格兰边区的一个城镇，位于爱丁堡东南43公里。总人口约1500。该地主要的景观有瑟雷斯坦城堡等。